# Jan Bobek

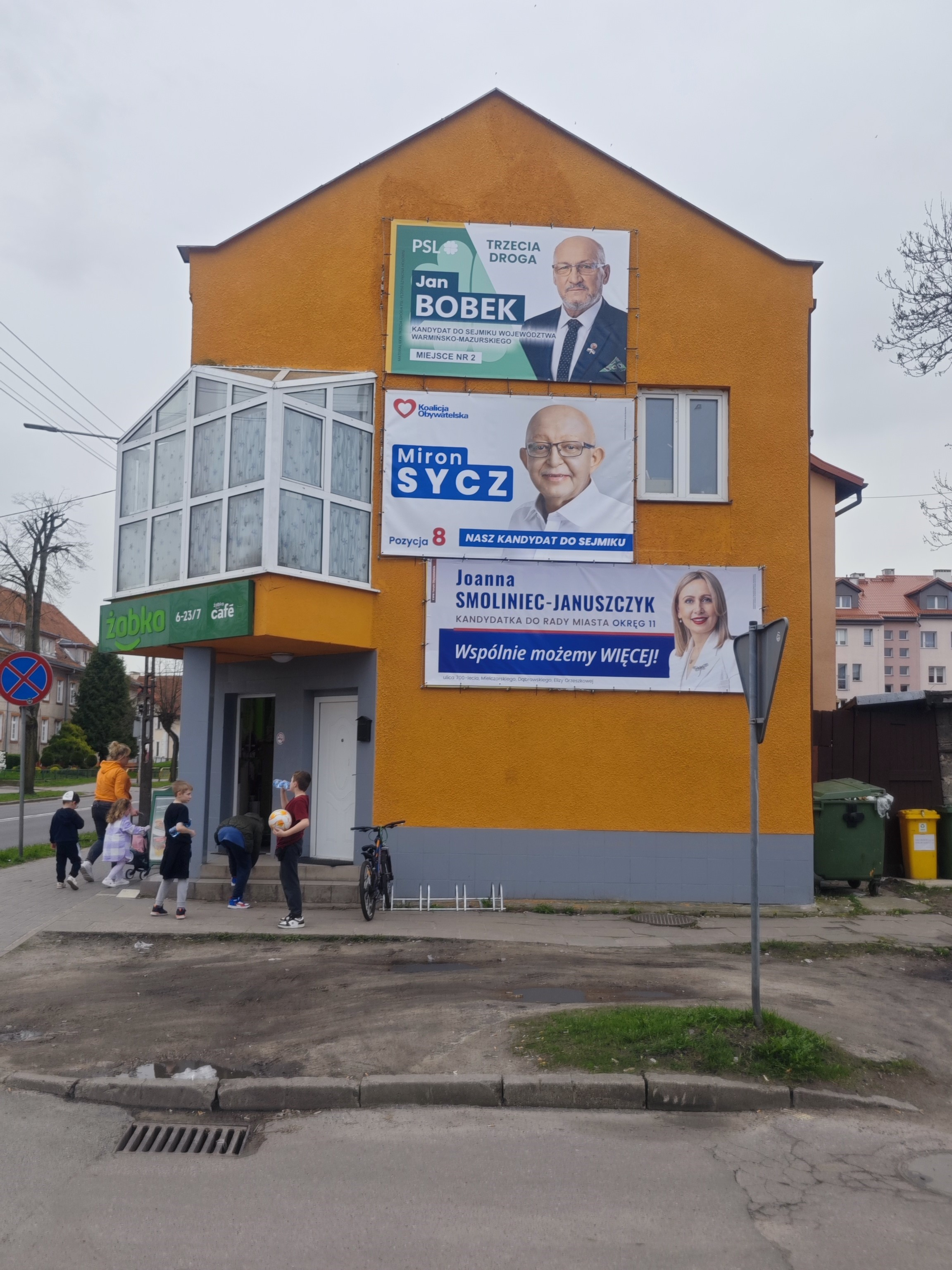
Plakat wyborczy Jana Bobka (2024)

Jan Bobek (ur. 11 czerwca 1958 w Nawrze) – polski leśnik i samorządowiec, od 2017 do 2018 przewodniczący sejmiku warmińsko-mazurskiego.

## Życiorys
Absolwent Wydziału Leśnego Akademii Rolniczej w Poznaniu (późniejszy Uniwersytet Przyrodniczy) i Szkoły Głównej Gospodarstwa Wiejskiego, a także studiów podyplomowych z zarządzania i gospodarki leśnej. Pracując jako leśniczy od 1984, przeszedł przez wszystkie szczeble kariery. Od stycznia 2001 do listopada 2016 był nadleśniczym Nadleśnictwa Zaporowo w Piórkowie, następnie został starszym inspektorem w Regionalnej Dyrekcji Lasów Państwowych w Olsztynie.
W I kadencji (1998–2002) był radnym powiatu braniewskiego. W 2002, 2006, 2010, 2014, 2018 i 2024 wybierany na radnego sejmiku województwa warmińsko-mazurskiego z rekomendacji Polskiego Stronnictwa Ludowego. Przewodniczył Komisji Rozwoju Obszarów Wiejskich, Rolnictwa, Ochrony Środowiska i Gospodarki Wodnej. W 2005 kandydował do Senatu w okręgu nr 33, uzyskując 28 571 głosów i zajmując 4. miejsce na 9 kandydatów. Ponownie bezskutecznie kandydował do Senatu w okręgu nr 84 w wyborach w 2011 (z ramienia PSL) i w 2015 (z własnego komitetu), zdobywając odpowiednio 19,02% głosów (3. miejsce na 5 kandydatów) i 22,40% głosów (ostatnie, 3. miejsce).
21 czerwca 2017 został przewodniczącym sejmiku w miejsce Piotra Żuchowskiego, który objął stanowisko dyrektora Muzeum Warmii i Mazur w Olsztynie. Zakończył pełnienie tej funkcji w listopadzie 2018. W 2023 bez powodzenia startował do Sejmu z ramienia Trzeciej Drogi. Był członkiem PSL, z którego odszedł w maju 2024, opuszczając jednocześnie klub PSL-TD w sejmiku. W czerwcu 2025 wszedł w skład nowo powołanego klubu Demokraci WM (wraz z byłymi radnymi KO), z którego jednak w tym samym miesiącu wystąpił.

## Życie prywatne
Mieszka w Braniewie, uprawia myślistwo. Żonaty, ma trzech synów.